# Bayardo
Bayardo (1906-1917) est un cheval de course pur-sang anglais, champion sur les pistes et reproducteur influent.  

## Carrière de courses

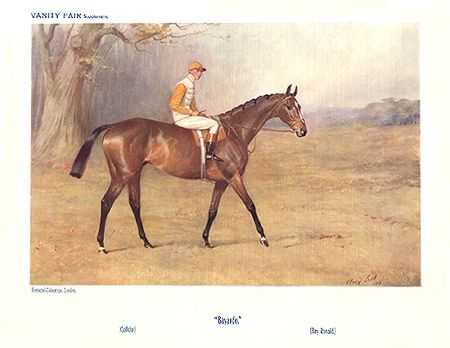
Bayardo par Thomas Percy Earl en 1909

Propriété de son éleveur Alfred Cox, Bayardo est entraîné par Alec Taylor, Jr., le plus grand entraîneur anglais du premier quart du XXe siècle, sacré douze fois champion des entraîneurs anglais entre 1907 et 1925. Il débute en juin durant le meeting de Royal Ascot dans les New Stakes et s'impose d'emblée. Il confirme et enchaîne quatre victoires durant l'été, et deux autres à l'automne, le Middle Park Plate et le Dewhurst Plate, concluant son année invaincu en sept courses. 
Très attendu pour son retour à 3 ans, Bayardo est le grand favori des classiques du printemps. Il doit retarder sa rentrée pour cause de blessure et doit faire son retour directement dans les 2000 Guinées à la demande de son propriétaire et contre l'avis d'Alec Taylor. Erreur. Le poulain n'est pas à son maximum et mord la poussière pour la première fois, tandis que Minoru s'impose. En appel dans le Derby, où sa contre-performance dans les Guinées lui vaut d'abandonner son statut de favori à l'Américain Sir Martin, numéro 1 de sa génération à 2 ans, il connait une drôle de mésaventure : Sir Martin fait chuter son jockey, coup de bowling dans le peloton, et Bayardo, gêné, ne peut faire mieux que cinquième tandis que Minoru réalise le doublé 2000 Guinées / Derby. 
Sa campagne classique est ratée, mais Bayardo va réellement lancer sa saison à Ascot en remportant les Prince of Wales's Stakes. Tandis que Minoru, le chef de file de sa génération, se cantonne avec bonheur sur le mile en enchaînant deux nouveaux succès dans les St. James's Palace Stakes et les Sussex Stakes, Bayardo ne descend plus sous les 2 000 mètres et reprend sa série d'invincibilité. Et quand les deux poulains se retrouvent dans le St. Leger, c'est Bayardo qui s'impose et reprend le titre de leader de la génération 1906 tandis que son rival, seulement quatrième à Doncaster, disparait bientôt des programmes. Et ça continue : jusqu'au St. Leger de Liverpool en passant par les Champion Stakes, Bayardo empile les victoires, étriquées parfois, mais inexorables.  
Demeuré à l'entraînement à 4 ans, Bayardo ne semble pas décider à lever le pied, avec pour objectif la Gold Cup. Dans le marathon d'Ascot, on lui oppose le Français Sea Sick, qui vient de remporter le Prix du Jockey Club. Mais le partenaire de Doug Maher, qui pratique pour une fois et avec prudence étant donné la longue distance, une course d'attente, s'envole dans ligne droite et s'impose de quatre longueurs. C'est son plus large succès. Bayardo ajoute ensuite le Dullingham Plate à son palmarès et semble invincible : il vient d'enchaîner quinze victoires d'affilée. La seizième se profile dans la Goodwood Cup. Bayardo n'affronte que deux adversaires, les 3 ans Magic et Bud, a priori pas des foudres de guerre. Mais il leur rend du poids, beaucoup de poids, plus de 16 kilos. Et l'impensable se produit : Maher laisse Magic dicter le rythme de la course et même prendre de l'avance avant de lancer son champion à sa poursuite. Trop tard, Bayardo échoue à une tête de ce poulain qui ne remportera plus aucune grande course par la suite. Quant Bayardo, après ces adieux ratés, il prend la direction du haras.

### Résumé de carrière
| Date        | Hippodrome  | Pays        | Course                            | Distance    | Jockey      | Place       | Écart       | Vainqueur ou deuxième |
| 1908, 2 ans | 1908, 2 ans | 1908, 2 ans | 1908, 2 ans                       | 1908, 2 ans | 1908, 2 ans | 1908, 2 ans | 1908, 2 ans | 1908, 2 ans           |
| ----------- | ----------- | ----------- | --------------------------------- | ----------- | ----------- | ----------- | ----------- | --------------------- |
| Juin        | Ascot       | Royaume-Uni | New Stakes                        | 1 000 m     | B. Dillon   | 1er / 13    | 1 ½         | Perdiccas             |
|             | Sandown     | Royaume-Uni | National Breeders' Produce Stakes | 1 000 m     | D. Maher    | 1er / 14    | 1 ½         | Glasgerion            |
|             | Goodwood    | Royaume-Uni | Richmond Stakes                   | 1 200 m     | D. Maher    | 1er / 4     | 3           | Vivid                 |
|             | Newmarket   | Royaume-Uni | Buckenham Stakes                  | 1 000 m     | D. Maher    | 1er / 3     | 3/4         | Bonnie Lassie         |
|             | Newmarket   | Royaume-Uni | Rous Memorial Stakes              | 1 000 m     | D. Maher    | 1er / 2     | 1 ½         | Auceps                |
| Septembre   | Newmarket   | Royaume-Uni | Middle Park Plate                 | 1 200 m     | B. Dillon   | 1er / 4     | 1           | Vivid                 |
| Octobre     | Newmarket   | Royaume-Uni | Dewhurst Plate                    | 1 400 m     | D. Maher    | 1er / 6     | 3           | Perola                |
| 1909, 3 ans |             |             |                                   |             |             |             |             |                       |
| Avril       | Newmarket   | Royaume-Uni | 2000 Guineas                      | 1 600 m     | D. Maher    | 4e / 11     | ―           | Minoru                |
| 26 mai      | Epsom       | Royaume-Uni | Derby                             | 2 400 m     | D. Maher    | 5e / 15     | ―           | Minoru                |
| Juin        | Ascot       | Royaume-Uni | Prince of Wales's Stakes          | 2 600 m     | D. Maher    | 1er / 5     | 3/4         | Cattaro               |
|             | Sandown     | Royaume-Uni | Sandringham Foal Stakes           | 2 000 m     | D. Maher    | 1er / 10    | 1 ½         | Verney                |
| Juillet     | Sandown     | Royaume-Uni | Eclipse Stakes                    | 2 000 m     | D. Maher    | 1er / 4     | 2           | Royal Realm           |
|             | Hurst Park  | Royaume-Uni | Duchess of York Plate             | 2 000 m     | D. Maher    | 1er / 3     | 2           | Valens                |
| Septembre   | Doncaster   | Royaume-Uni | St. Leger                         | 2 920 m     | D. Maher    | 1er / 7     | 1 ½         | Valens                |
| Septembre   | Doncaster   | Royaume-Uni | Doncaster Stakes                  | 2 400 m     | D. Maher    | 1er / 4     | 1           | Verney                |
| Octobre     | Newmarket   | Royaume-Uni | Champion Stakes                   | 2 000 m     | D. Maher    | 1er / 3     | enc.        | Dean Swift            |
|             | Newmarket   | Royaume-Uni | Lowther Stakes                    | 2 800 m     | D. Maher    | 1er / 3     | 1 ½         | White Eagle           |
|             | Newmarket   | Royaume-Uni | Limekiln Stakes                   | 2 000 m     | D. Maher    | 1er / 2     | 1           | Perseus               |
|             | Sandown     | Royaume-Uni | Sandown Park Foal Stakes          | 2 000 m     | D. Maher    | 1er / 4     | 1           | Shikaree              |
|             | Aintree     | Royaume-Uni | Liverpool St. Leger               | 2 400 m     | D. Maher    | 1er / 2     | 1/2         | King Amyntas          |
| 1910, 4 ans |             |             |                                   |             |             |             |             |                       |
| Avril       | Newmarket   | Royaume-Uni | Biennial Stakes                   | 2 400 m     | D. Maher    | 1er / 4     | 3/4         | Great Peter           |
| Mai         | Chester     | Royaume-Uni | Chester Vase                      | 2 400 m     | D. Maher    | 1er / 6     | tête        | Willian The Fourth    |
| Juin        | Ascot       | Royaume-Uni | Gold Cup                          | 4 000 m     | D. Maher    | 1er / 13    | 4           | Sea Sick              |
| Juillet     | Newmarket   | Royaume-Uni | Dullingham Plate                  | 2 400 m     | D. Maher    | 1er / 6     | 1           | Spaniard              |
| Juillet     | Goodwood    | Royaume-Uni | Goodwood Cup                      | 4 200 m     | D. Maher    | 2e / 3      | enc.        | Magic                 |

## Au haras
Bayardo fait la monte au haras de son entraîneur, Manton Stud, et connaît un succès immédiat, ce qui fait monter son prix de saillie à 300 guinées, une forte somme à l'époque. Il est sacré tête de liste des étalons en Angleterre et en Irlande en 1917 et 1918, deux années où ses fils Gay Crusader et Gainsborough remportent la Triple Couronne. Tous deux ont assuré à Bayardo une certaine éternité, car ils ont l'un comme l'autre tracé au haras. Le premier en figurant dans le pedigree (en tant que père de mère de père de mère) de l'un des plus grands champions de l'histoire Ribot, également reproducteur très influent, et en donnant la mère de Djebel et de Prince Rose, d'où l'illustre Princequillo. Quant à Gainsborough, il a tracé grâce à son fils Hyperion, mais aussi comme père de mère de Mahmoud, d'où Almahmoud et sa fille Natalma. 
Bayardo remporte également un titre de tête de liste des pères de mères en 1925. Titre posthume, puisqu'il meurt prématurément, en 1917, victime d'une thrombose.

## Origines
Bayardo est un fils de Bay Ronald, vainqueur notamment des Hardwicke Stakes, qui fit la monte en Angleterre puis en France à partir de 1905, et dont le plus haut fait d'armes est d'être le père de mère de l'immense Teddy. Galicia, la mère, fut une bonne pouliche, accidentée après avoir notamment remporté les Biennial Stakes. Elle a donné, un an après Bayardo, un autre très grand champion, Lemberg, au palmarès impressionnant : Derby, St. James's Palace Stakes, Eclipse Stakes, Champion Stakes, Coronation Cup, entre autres. À noter que Bayardo a pour sixième mère l'incroyable Blink Bonnie, qui en 1857 remporta le Derby deux jours après avoir gagné les Oaks !

### Pedigree
| Origines de Bayardo (GB), mâle bai né en 1906 | Origines de Bayardo (GB), mâle bai né en 1906 | Origines de Bayardo (GB), mâle bai né en 1906 | Origines de Bayardo (GB), mâle bai né en 1906 |
| --------------------------------------------- | --------------------------------------------- | --------------------------------------------- | --------------------------------------------- |
| Père Bay Ronald 1893                          | Hampton 1872                                  | Lord Clifden                                  | Newminster                                    |
| Père Bay Ronald 1893                          | Hampton 1872                                  | Lord Clifden                                  | The Slave                                     |
| Père Bay Ronald 1893                          | Hampton 1872                                  | Lady Langden                                  | Kettledrum                                    |
| Père Bay Ronald 1893                          | Hampton 1872                                  | Lady Langden                                  | Haricot                                       |
| Père Bay Ronald 1893                          | Black Duchess 1886                            | Galliard                                      | Galopin                                       |
| Père Bay Ronald 1893                          | Black Duchess 1886                            | Galliard                                      | Mavis                                         |
| Père Bay Ronald 1893                          | Black Duchess 1886                            | Black Corrie                                  | Sterling                                      |
| Père Bay Ronald 1893                          | Black Duchess 1886                            | Black Corrie                                  | mère par Wild Dayrell                         |
| Mère Galicia 1898                             | Galopin 1872                                  | Vedette                                       | Voltigeur                                     |
| Mère Galicia 1898                             | Galopin 1872                                  | Vedette                                       | Mrs Ridgway                                   |
| Mère Galicia 1898                             | Galopin 1872                                  | Flying Duchess                                | The Flying Dutchman                           |
| Mère Galicia 1898                             | Galopin 1872                                  | Flying Duchess                                | Merope                                        |
| Mère Galicia 1898                             | Isoletta 1891                                 | Isonomy                                       | Sterling                                      |
| Mère Galicia 1898                             | Isoletta 1891                                 | Isonomy                                       | Isola Bella                                   |
| Mère Galicia 1898                             | Isoletta 1891                                 | Lady Muncaster                                | Muncaster                                     |
| Mère Galicia 1898                             | Isoletta 1891                                 | Lady Muncaster                                | Blue Light (famille 10-a)                     |